# آبرکورن، کبک
آبرکورن (به فرانسوی: Abercorn) روستای در منطقه شهری بروم-میسیسکوا ناحیه مونترژی در استان کبک کانادا است. در سرشماری سال ۲۰۱۱ این روستا ۳۲۹ نفر جمعیت داشته‌است و مساحت آن ۲۷٫۸۴ کیلومتر مربع است.